# Уалиев, Гахип Уалиевич
Гахип Уалиевич Уалиев (род. 14 ноября 1941) — советский и казахстанский учёный в области математического моделирования механических систем аналитической механики динамики механизмов и машин и педагог. Доктор технических наук, профессор,Академик НАН РК, Лауреат государственной премии КазССР в области науки и техники, «Отличник образования Республики Казахстан».

## Биография
Родился 14 ноября 1941 году в с. Енбекши Железинского района Павлодарской области. Происходит из подрода орманшы рода суюндук племени аргын.
После окончания Талапкерской казахской средней школы интерната Железинского района в течение двух лет с 1958 по 1960 гг. работал учителем математики в школе.
1965 году окончил механико-математический факультет Казахского государственного университета имени Кирова. С 1966 по 1970 год — стажёр-исследователь, аспирант Института машиностроения АН СССР.
1972 г. защитил диссертацию на соискание ученой степени кандидата технических наук на тему «Динамика и прочность боевого механизма станка-автомата СТБ» по специальности 05. 02. 18 — ТММ. 1986 г. защитил диссертацию на соискание ученой степени доктора технических наук на тему «Теория и совершенствование механизмов многоцветных станков-автоматов СТБ» по специальности — 05. 02. 18 — ТММ.
За работу «Разработка теоретических основ и создание многоцветных ткацких станков типа СТБ высокой производительности и расширенных технологических возможностей», выполненной под руководством У. А. Джолдасбекова в 1982 г. Г. У. Уалиеву была присуждена Государственная премия Каз ССР в области науки и техники.

## Трудовая деятельность
• 1970—1973 — Математик-программист, доцент КазГУ имени С. М. Кирова
• 1973—1983 — Заведующий кафедрой прикладной механики КазГУ имени С. М. Кирова
• 1983—1989 — Декан факультета механики и прикладной математики КазГУ имени С. М. Кирова
• 1989—1992 — Проректор по научной работе КазГУ имени С. М. Кирова
• 1992—1995 — Заместитель Председателя ВАК Республики Казахстан
• 1995—1999 — Заведующий кафедрой теоретической и прикладной механики КазГУ имени С. М. Кирова
• 1999—2002 — Заведующий кафедрой механики и прикладной физики, декан физико-математического факультета КазНПУ им. Абая
• 2002—2008 — Директор Института механики и машиностроения имени У.А Джолдасбекова
• 1999—2015 — Заведующий кафедрой механики и прикладной физики КазНПУ им. Абая
• С 2016 г. — профессор физико-мат. факультета КазНПУ им. Абая

## Научная деятельность
Автор 4 монографии 4 учебно-методических пособия, более 170 статей из них 50 изданы за рубежом. Имеет 3 патента (ФРГ, Италия, Швейцария) 10 авторских свидетельство на изобретения (СССР) 5 патентов и пред патентов РК.
Под руководством Г. У. Уалиева были защищены 9 докторских и 18 кандидатских диссертаций.
1. Тербелістері жүйелер теориясы. Оқу құралы. Алматы 2016 ж. 191 б.
2. Динамический анализ механизмов независимого движения. Вестник КазНПУ им. Абая. Сер. «Физ.-мат. науки». — Алматы, 2016. — № 1 (53)- с. 139—145.
3. Математическое моделирование механических систем. Вестник КазНПУ им. Абая, № 4 (56), 2016, с. 164—169.
4. Динамический анализ механических систем переменной структуры. "Успехи современного естествознания. " Москва. № 1 2015, стр. 1361—1363.
5. Динамика механизмов с существенно упругим звеном. «Международный журнал экспериментального образования» Москва. № 8 2015, стр. 327—331.
6. Математическое моделирование движения двухкоромыслового механизма с учётом массы упругого шатуна. «Международный журнал прикладных и фундаментальных исследований». Москва.№ 8, 2015, стр. 31-34.
7. Dynamic of multiloop lever mechanisms with elastic links. International conference Mechanics 2014 Tbilisi Georgia.
8. Dynamics of adaptive-mechanical CVT(gear variator). Applied Mechanics and Materials Vol. 332(2013) pp 289—296 (2013)Trans Tech Publications, Switzerland.
9. Моделирование движения механизмов и машин на программном комплексе simulation. Доклады Национальной Академии Наук № 2.2013 с.17-21.
10. Оптимизация циклограммы механизмов машины-автомата. Вестник НИА РК Алматы 2013 — № 2 (48)- с.84-89 и др.

## Награды и звания
1. Доктор технических наук (1986)
2. Профессор (1988)
3. Академик НАН РК (2003)
4. Лауреат государственной премии КазССР в области науки и техники (1983)
5. Нагрудный знак «Отличник высшей школы СССР» (1985)
6. Нагрудный знак «Отличник образования Республики Казахстан» (2000)
7. Медаль «10 лет Независимости Республики Казахстан» (2001)
8. Золотой медаль А.Нобеля Российской академии (2011)
9. «Почётный работник образования РК» (2011)
10. «Почётный гражданин Железинского района»

## Семья
- Родители: Уали и Сара Саттибаевы
- Братья и сестра: Күлжиян, Таир, Мұтаир, Гүлмайра, Қайыр
- Жена: Аспет Жағыпарқызы
- Дочери: Айман, Айжан и Гүлжан
- Сын: Зайыр[1][2]